# Cyphon sinuosus
Cyphon sinuosus es una especie de coleóptero de la familia Scirtidae.

## Distribución geográfica
Habita en Japón.